# Inzigkofen
Inzigkofen är en kommun (tyska Gemeinde) i Landkreis Sigmaringen i delstaten Baden-Württemberg i Tyskland. Folkmängden uppgår till cirka 3 000 invånare, på en yta av 29 kvadratkilometer. Kommunen består av ortsdelarna (tyska Ortsteile) Inzigkofen, Engelswies och Vilsingen.
Kommunen ingår i kommunalförbundet Sigmaringen tillsammans med staden Sigmaringen och kommunerna Beuron, Bingen, Krauchenwies och Sigmaringendorf.